# Geiswiller-Zœbersdorf
Geiswiller-Zœbersdorf – gmina we Francji, w regionie Grand Est, w departamencie Dolny Ren. W 2013 roku liczba ludności wynosiła 390 mieszkańców. 
Gmina została utworzona 1 stycznia 2018 roku z połączenia dwóch ówczesnych gmin: Geiswiller oraz Zœbersdorf. Siedzibą gminy została miejscowość Geiswiller.